# Eric Ahumada
Eric Andrés Ahumada Escobar (* 14. Februar 1994 in Tierra Amarilla) ist ein chilenischer Fußballspieler.

## Karriere
Eric Ahumada debütierte im Mai 2014 beim CD Cobreloa in der Copa Chile. Seinen ersten Profivertrag unterzeichnete er allerdings erst im November des Jahres. 2017 wechselte der Abwehrspieler zum CD Huachipato, bei dem er allerdings kein Ligaspiel absolvierte und zu Deportes Iberia in die Segunda División wechselte. 2020 kehrte Ahumada zu Cobreloa zurück, das sich mittlerweile in der Primera B befand. 2021 und 2022 spielte er bei Deportes Antofagasta in der Primera División. Seit 2023 läuft der Defensivakteur wieder in der Primera B für Universidad de Concepción auf.